# Philippe Agostini
Philippe Agostini (* 11. August 1910 in Paris; † 20. Oktober 2001 ebenda) war ein französischer Kameramann.

## Leben
Philippe Agostini absolvierte die Filmhochschule École Louis-Lumière und war nach einigen Jahren als Kameraassistent und Mitglied der Kameracrew ab Ende der 30er Jahre als Chefkameramann tätig. Agostini arbeitete für die renommiertesten französischen Regisseure dieser Epoche wie  Claude Autant-Lara, Robert Bresson, Marcel Carné, Julien Duvivier, Sacha Guitry und Max Ophüls. Ab Ende der 1950er Jahre führte er selbst bei einigen Filmen mit religiösen Inhalten Regie und hatte den größten Erfolg mit Opfergang einer Nonne. Agostini war mit der Schauspielerin Odette Joyeux verheiratet.

## Filmografie (Auswahl)
Kamera
- 1937: Spiel der Erinnerung (Un carnet de bal)
- 1937: Vater sein – dagegen sehr (Le mioche)
- 1939: Der Tag bricht an (Le jour se lève)
- 1939/41: Schleppkähne (Remorques)
- 1943: Das Hohelied der Liebe (Les Anges du péché)
- 1943: Irrwege der Herzen (Douce)
- 1943: Les deux timides
- 1945: Die Damen vom Bois de Boulogne (Les Dames du bois de Boulogne)
- 1945: Sylvia und das Gespenst (Sylvie et le Fantôme)
- 1946: Pforten der Nacht (Les portes de la nuit)
- 1948 Tödliche Leidenschaft (Pattes blanches)
- 1951: Die Nacht ist mein Reich (La nuit est mon royaume)
- 1951: Pläsier (Le plaisir)
- 1953: Wenn Lola nicht gesungen hätte (Leur dernière nuit)
- 1954: Rififi (Du rififi chez les hommes)
- 1956: Die Braut war viel zu schön (La mariée est trop belle)
- 1956: Paris, Palace Hotel (Paris, Palace Hôtel)
- 1957: Die Zwillinge und der Mörder (Les trois font la paire)

Regie
- 1958: Du bist Petrus (Tu es Pierre)
- 1960: Opfergang einer Nonne (Le dialogue des Carmélites) – auch Drehbuch
- 1962: Dr. Malbus verschwand um vier (Rencontres) – auch Drehbuch
- 1966: Die verbotene Tür (L’âge heureux)